# Intocable (álbum de Intocable)
Intocable es el quinto álbum de estudio de Intocable y fue publicado en 1998. 
El álbum lleva el nombre homónimo del grupo.

## Lista de canciones

### Lista de canciones de casete[2]
| Lado A |                             |          |  |
| N.º    | Título                      | Duración |  |
| 1.     | «Amor Maldito»              | 3:20     |  |
| 2.     | «Déjame Ser Yo»             | 2:39     |  |
| 3.     | «Perdedor»                  | 4:16     |  |
| 4.     | «Quiero llenarte»           | 3:14     |  |
| 5.     | «Huracán»                   | 2:55     |  |
| 6.     | «El Mejor de Mis Recuerdos» | 3:03     |  |
| 18:47  |                             |          |  |

| Lado B |                           |          |  |
| N.º    | Título                    | Duración |  |
| 1.     | «No Tengo Nada»           | 4:23     |  |
| 2.     | «Para Siempre»            | 3:05     |  |
| 3.     | «En Mi Soledad»           | 3:11     |  |
| 4.     | «Piénsalo Bien»           | 2:51     |  |
| 5.     | «Donde Quiera Que Estés»  | 2:40     |  |
| 6.     | «Porque Te Di Mi Corazón» | 3:03     |  |
| 18:33  |                           |          |  |

### Lista de canciones de CD[1]
| N.º   | Título                      | Duración |  |
| 1.    | «Amor Maldito»              | 3:20     |  |
| 2.    | «Déjame Ser Yo»             | 2:39     |  |
| 3.    | «Perdedor»                  | 4:16     |  |
| 4.    | «Quiero Llenarte»           | 3:14     |  |
| 5.    | «Huracán»                   | 2:55     |  |
| 6.    | «El Mejor de Mis Recuerdos» | 3:03     |  |
| 7.    | «No Tengo Nada»             | 4:23     |  |
| 8.    | «Para Siempre»              | 3:05     |  |
| 9.    | «En Mi Soledad»             | 3:11     |  |
| 10.   | «Piénsalo Bien»             | 2:51     |  |
| 11.   | «Donde Quiera Que Estés»    | 2:40     |  |
| 12.   | «Porque Te Di Mi Corazón»   | 3:03     |  |
| 37:10 |                             |          |  |